# Meurtre d'Atatiana Jefferson
Atatiana Koquice Jefferson est une femme Noire qui a 28 ans lorsqu'elle est abattue à son domicile par un policier blanc, Aaron Dean, à Fort Worth, Texas, États-Unis, le 12 octobre 2019.

## Éléments biographiques
Atatiana Koquice Jefferson, une Afro-Américaine de 28 ans, était diplômée en médecine de l'université Xavier de Louisiane,. Elle travaillait dans les ressources humaines, et vivait dans sa maison pour s'occuper de sa mère et de son neveu.

## Circonstances du décès
Le matin du 12 octobre 2019, la police arrive chez Atatiana Jefferson après qu'un voisin leur a signalé que la porte d'entrée était ouverte. Selon la famille de Jefferson, elle était en train de jouer à des jeux vidéo dans sa maison avec son neveu de huit ans. Sur les images des caméra portables des policiers,,, on la voit venir à sa fenêtre pour les observer, lorsque l'un d'eux, Aaron Dean, crie  « Les mains en l'air ! Montrez-moi vos mains ! » et tire sans plus d'avertissement, « quelques secondes » seulement après avoir vu Jefferson. Elle est touchée et meurt sur place. Les policiers déclarent ensuite avoir essayé sans succès de la réanimer. La police trouve près de son corps une arme de poing, que, selon son neveu, elle pointait vers la fenêtre avant d'être abattue. Les images ne permettent pas de savoir si Dean pouvait voir le pistolet que Jefferson tenait, car la vue à travers la fenêtre était obstruée par le reflet de sa lampe de poche. La policière en binôme avec Dean a déclaré qu'elle ne pouvait voir que le visage de Jefferson à travers la fenêtre.
Les funérailles de Jefferson ont été payées par deux athlètes professionnels : Harrison Barnes, ancien joueur des Dallas Mavericks, et Malik Jackson, joueur des Philadelphia Eagles. Un GoFundMe a également été créé par l'avocat de la famille, au nom de la famille.

## Enquête
Le neveu de Jefferson, âgé de huit ans, a déclaré aux autorités qu'alors qu'il jouait, il avait entendu des bruits à l'extérieur. Jefferson aurait pris son arme dans son sac à main et l'aurait pointée vers la fenêtre, avant d'être abattue. Le témoignage du neveu a servi de base au mandat d'arrêt contre Dean. Le chef intérimaire Kraus a déclaré qu'il était « logique qu'elle ait une arme si elle sentait qu'elle était menacée ou s'il y avait quelqu'un dans le jardin ». Selon l'avocat de la famille Jefferson, Lee Merritt, l'arme à feu était détenue légalement et Jefferson avait un permis de « port d'arme dissimulée » (en).
Selon le chef de la police de Fort Worth, Ed Kraus, Dean aurait refusé de coopérer avec les enquêteurs et ne s'est pas laissé interroger,. Dean n'a pas fait de déclaration orale ou écrite aux enquêteurs. Ramirez, le président de l'association des policiers de Fort Worth Police, a qualifié d'inexplicables les actions de Dean,,,.

## Suites judiciaires
Le 14 octobre 2019, le tireur démissionne. Selon le chef de la police de Fort Worth, Ed Kraus, Dean aurait de toute façon été renvoyé pour ce qui, selon lui, était une violation des politiques du département sur l'usage de la force, la désescalade et le comportement non professionnel. Dean est arrêté, puis inculpé pour meurtre le 20 décembre 2019,,.
Dean est arrêté au bureau de son avocat le 14 octobre 2019 et accusé de meurtre. Il paye une caution de 200 000 $ pour être libéré environ trois heures plus tard. 
Le 25 octobre 2019, le procureur du comté de Tarrant, Sharen Wilson, a déclaré que les preuves seront également présentées à un grand jury pour une mise en accusation formelle. Dean est le premier officier à être accusé de meurtre dans le comté de Tarrant pour une fusillade commise en service,. Il est jugé par un grand jury pour une accusation de meurtre le 20 décembre 2019,.

## Réactions
La maire de Fort Worth, Betsy Price, a qualifié l'événement de « tragique » et a promis une « enquête complète et approfondie » du chef de la police, Ed Kraus. CBS News a indiqué que l'enquête serait ensuite transmise à l'équipe chargée de l'incident pour le procureur du comté de Tarrant.
La National Association for the Advancement of Colored People a qualifié la mort de Jefferson d'inacceptable. Le voisin qui a appelé pour le contrôle de l'aide sociale a déclaré aux journalistes qu'il n'avait jamais eu l'intention de réagir de manière agressive. Il a déclaré : « Pas de violence domestique, pas de dispute. Rien dont ils auraient dû s'inquiéter, dans la mesure où ils sont venus avec des armes à feu braquées sur la maison de mon voisin. À ma connaissance, il n'y avait aucune raison de tirer avec une arme à feu ».
L'affaire a contribué à la perte de confiance dans les forces de l'ordre. Lors d'une conférence de presse dans les jours qui ont suivi la fusillade, Kraus a comparé l'érosion de la confiance du public à un travail de fourmis qui est anéanti lorsque « quelqu'un vient avec un tuyau d'arrosage et détruit la fourmillière, et qu'il n'a plus qu'à repartir de zéro ».
L'affaire a été comparée à celle liée à la mort de Botham Jean, un homme noir abattu deux semaines auparavant dans son propre appartement par une policière blanche,,,,,.